# Bractwo św. Jana z Tobolska

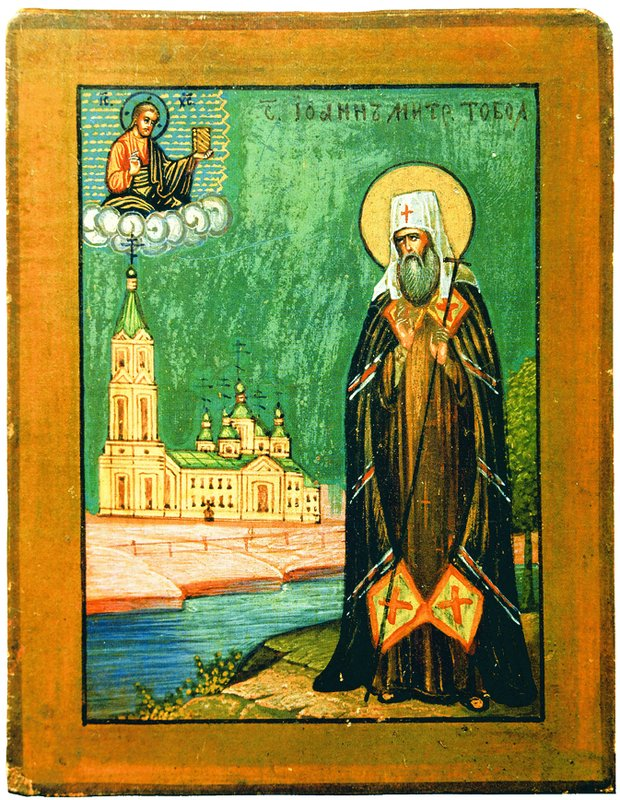
Ikona przedstawiająca św. Jana z Tobolska.

Bractwo św. Jana z Tobolska – organizacja rosyjska na Syberii, powołana podczas wojny domowej w Rosji. Jej celem było ocalenie rodziny monarszej Romanowów.

Odwrócona swastyka, tajemny znak bractwa.

Głową bractwa był Borys Sołowiew, asystent Karola Jaroszyńskiego kierującego „intrygą bankową” w celu finansowego wsparcia sił antybolszewickich w Rosji.
Petersburską łączniczką bractwa była Anna Wyrubowa, zaufana carowej i bliska przyjaciółka rodziny Mikołaja II Romanowa.
Tajemnym znakiem Bractwa św. Jana z Tobolska była odwrócona swastyka (tybetański symbol powodzenia). Taki też znak znaleziono m.in. na ścianie w domu Ipatjewa.

## Literatura
- Shay McNeal, Ocalić cara Mikołaja II, Świat Książki, Warszawa 2004.